# Campeonato Mundial de Patinação Artística no Gelo de 1964
O Campeonato Mundial de Patinação Artística no Gelo de 1964 foi a quinquagésima quarta edição do Campeonato Mundial de Patinação Artística no Gelo, um evento anual de patinação artística no gelo organizado pela União Internacional de Patinação (em inglês:  International Skating Union) onde os patinadores artísticos competem pelo título de campeão mundial. A competição foi disputada entre os dias 25 de fevereiro e 1 de março, na cidade de Dortmund, Alemanha Ocidental.

## Eventos
- Individual masculino
- Individual feminino
- Duplas
- Dança no gelo

## Medalhistas
| Evento                        | Ouro                                                     | Prata                                                  | Bronze                                             |
| Individual masculino detalhes | Manfred Schnelldorfer · Alemanha Ocidental               | Alain Calmat · França                                  | Karol Divín · Checoslováquia                       |
| Individual feminino detalhes  | Sjoukje Dijkstra · Países Baixos                         | Regine Heitzer · Áustria                               | Petra Burka · Canadá                               |
| Duplas detalhes               | Marika Kilius · Hans-Jürgen Bäumler · Alemanha Ocidental | Liudmila Belousova · Oleg Protopopov · União Soviética | Debbi Wilkes · Guy Revell · Canadá                 |
| Dança no gelo detalhes        | Eva Romanovál · Pavel Roman · Checoslováquia             | Paulette Doan · Kenneth Ormsby · Canadá                | Janet Sawbridge · David Hickinbottom · Reino Unido |

## Resultados

### Individual masculino
| Pos.              | Nome                  | Nacionalidade      | Pontos |
| ----------------- | --------------------- | ------------------ | ------ |
| Medalha de ouro   | Manfred Schnelldorfer | Alemanha Ocidental | 10     |
| Medalha de prata  | Alain Calmat          | França             | 23     |
| Medalha de bronze | Karol Divín           | Tchecoslováquia    | 38     |
| 4                 | Scott Allen           | Estados Unidos     | 39     |
| 5                 | Emmerich Danzer       | Áustria            | 44     |
| 6                 | Thomas Litz           | Estados Unidos     | 50     |
| 7                 | Peter Jonas           | Áustria            | 60     |
| 8                 | Nobuo Sato            | Japão              | 68     |
| 9                 | Donald Knight         | Canadá             | 79     |
| 10                | Sepp Schönmetzler     | Alemanha Ocidental | 95     |
| 11                | Monty Hoyt            | Estados Unidos     | 95     |
| 12                | Charles Snelling      | Canadá             | 106    |
| 13                | Robert Dureville      | França             | 121    |
| 14                | Patrick Péra          | França             | 137    |
| 15                | Valeri Meshkov        | União Soviética    | 136    |
| 16                | Hugo Dümler           | Alemanha Ocidental | 142    |
| 17                | Ondrej Nepela         | Tchecoslováquia    | 148    |
| 18                | Hywel Evans           | Reino Unido        | 150    |
| 19                | Wouter Toledo         | Países Baixos      | 169    |

### Individual feminino
| Pos.              | Nome                   | Nacionalidade      | Pontos |
| ----------------- | ---------------------- | ------------------ | ------ |
| Medalha de ouro   | Sjoukje Dijkstra       | Países Baixos      | 9      |
| Medalha de prata  | Regine Heitzer         | Áustria            | 21     |
| Medalha de bronze | Petra Burka            | Canadá             | 24     |
| 4                 | Nicole Hassler         | França             | 42     |
| 5                 | Christine Haigler      | Estados Unidos     | 52     |
| 6                 | Miwa Fukuhara          | Japão              | 54     |
| 7                 | Peggy Fleming          | Estados Unidos     | 56     |
| 8                 | Sally-Anne Stapleford  | Reino Unido        | 89     |
| 9                 | Albertina Noyes        | Estados Unidos     | 90     |
| 10                | Shirra Kenworthy       | Canadá             | 102    |
| 11                | Wendy Griner           | Canadá             | 95     |
| 12                | Helli Sengstschmid     | Áustria            | 104    |
| 13                | Kumiko Okawa           | Japão              | 109    |
| 14                | Inge Paul              | Alemanha Ocidental | 119    |
| 15                | Uschi Keszler          | Alemanha Ocidental | 123    |
| 16                | Hana Mašková           | Tchecoslováquia    | 151    |
| 17                | Astrid Czermak         | Áustria            | 152    |
| 18                | Zsuzsa Almássy         | Hungria            | 154    |
| 19                | Sandra Brugnera        | Itália             | 169    |
| 20                | Ann-Margreth Frei      | Suécia             | 176    |
| 21                | Christine van de Putte | Bélgica            | 188    |

### Duplas
| Pos.              | Nome                                       | Nacionalidade      | Pontos |
| ----------------- | ------------------------------------------ | ------------------ | ------ |
| Medalha de ouro   | Marika Kilius / Hans-Jürgen Bäumler        | Alemanha Ocidental | 13     |
| Medalha de prata  | Liudmila Belousova / Oleg Protopopov       | União Soviética    | 14     |
| Medalha de bronze | Debbi Wilkes / Guy Revell                  | Canadá             | 28     |
| 4                 | Vivian Joseph / Ronald Joseph              | Estados Unidos     | 35     |
| 5                 | Sonja Pfersdorf / Günther Matzdorf         | Alemanha Ocidental | 50     |
| 6                 | Tatiana Zhuk / Alexander Gavrilov          | União Soviética    | 53     |
| 7                 | Cynthia Kauffman / Ronald Kauffman         | Estados Unidos     | 71     |
| 8                 | Judianne Fotheringill / Jerry Fotheringill | Estados Unidos     | 73     |
| 9                 | Sigrid Riechmann / Wolfgang Danne          | Alemanha Ocidental | 79     |
| 10                | Agnesa Wlachovská / Peter Bartosiewicz     | Tchecoslováquia    | 85     |
| 11                | Gerlinde Schönbauer / Wilhelm Bietak       | Áustria            | 102    |
| 12                | Mária Csordás / László Kondi               | Hungria            | 100    |

### Dança no gelo
| Pos.              | Nome                                  | Nacionalidade      | Pontos |
| ----------------- | ------------------------------------- | ------------------ | ------ |
| Medalha de ouro   | Eva Romanová / Pavel Roman            | Tchecoslováquia    | 8      |
| Medalha de prata  | Paulette Doan / Kenneth Ormsby        | Canadá             | 20     |
| Medalha de bronze | Janet Sawbridge / David Hickinbottom  | Reino Unido        | 18     |
| 4                 | Yvonne Suddick / Roger Kennerson      | Reino Unido        | 29     |
| 5                 | Lorna Dyer / John Carrell             | Estados Unidos     | 39     |
| 6                 | Carol MacSween / Robert Munz          | Estados Unidos     | 59     |
| 7                 | Carol Forrest / Kevin Lethbridge      | Canadá             | 46     |
| 8                 | Darlene Streich / Charles Fetter      | Estados Unidos     | 59     |
| 9                 | Györgyi Korda / Pal Vasarhelyi        | Hungria            | 68     |
| 10                | Jitka Babicka / Jaromir Hollan        | Tchecoslováquia    | 77     |
| 11                | Marilyn Crawford / Brair Armitage     | Canadá             | 74.5   |
| 12                | Christl Trebesiner / Gerald Felsinger | Áustria            | 88.5   |
| 13                | Diane Towler / Bernard Ford           | Reino Unido        | 88     |
| 14                | Gabriele Rauch / Rudi Matysik         | Alemanha Ocidental | 89     |
| 15                | Brigitte Martin / Francis Gamichon    | França             | 93     |
| 16                | Jopie Wolff / Nico Wolff              | Países Baixos      | 109    |

## Quadro de medalhas
| Ordem | País               | Medalha de ouro | Medalha de prata | Medalha de bronze |    | Ordem por total |
| ----- | ------------------ | --------------- | ---------------- | ----------------- | -- | --------------- |
| 1     | Alemanha Ocidental | 2               |                  |                   | 2  | 2               |
| 2     | Tchecoslováquia    | 1               |                  | 1                 | 2  | 2               |
| 3     | Países Baixos      | 1               |                  |                   | 1  | 4               |
| 4     | Canadá             |                 | 1                | 2                 | 3  | 1               |
| 5     | Áustria            |                 | 1                |                   | 1  | 4               |
| 5     | França             |                 | 1                |                   | 1  | 4               |
| 5     | União Soviética    |                 | 1                |                   | 1  | 4               |
| 8     | Reino Unido        |                 |                  | 1                 | 1  | 4               |
| TOTAL | TOTAL              | 4               | 4                | 4                 | 12 | —               |